# Seznam krajev Unescove svetovne dediščine v Grčiji
Organizacija Združenih narodov za izobraževanje, znanost in kulturo (UNESCO) imenuje kraje svetovne dediščine, ki so pomembni kot svetovna naravna ali kulturna dediščina. Kraje svetovne dediščine ureja Unescova konvencija iz leta 1972. Kulturno dediščino sestavljajo spomeniki, kot so arhitekturna dela, monumentalne skulpture ali napisi, skupine zgradb in najdišča, vključno z arheološkimi najdišči. Kot naravna dediščina so opredeljene naravne znamenitosti, kot so fizične in biološke tvorbe, geološke in fiziografske tvorbe, vključno s habitati ogroženih vrst živali in rastlin, ter naravne znamenitosti, ki so pomembne z vidika znanosti, ohranjanja ali naravne lepote. Grčija je konvencijo ratificirala 17. julija 1981, in omogočila vpis svoje dediščine na Unescov seznam.
Leta 2021 je bilo na seznamu 18 grških krajev, od tega 16 kulturnih in dva mešana (Meteora in Gora Atos). Na seznam je bil prvi vpisan tempelj Apolona Epikurijskega v Basi leta 1986. Naslednja dva kraja sta bila arheološko najdišče Delfi in Atenska akropola, vpisana naslednje leto. Leta 1988 je bilo na seznam dodanih pet krajev, po dva kraja leta 1989 in 1990, po en kraj leta 1992 in 1996, dva leta 1999 in en kraj leta 2007. Nazadnje je bilo na seznam vpisano arheološko najdišče Filipi leta 2016. Vsi kraji so na ozemlju Grčije. Na seznamu krajev, ki po mnenju predlagateljev izpolnjujejo pogoje za vpis, je še 14. krajev. Vsi so bili nominirani leta 2014.

## Seznam
Unesco uvršča mesta po deset kriterijih. Vsako mesto mora izpolniti vsaj en kriterij. Kriteriji od i do vi so kulturni, kriteriji od vii do x pa naravni.
| Kraj                                                                                         | Slika | Provinca                              | Leto vpisa | Referenčna številka in kriteriji    | Opis |
| -------------------------------------------------------------------------------------------- | --- | ------------------------------------- | ---------- | ----------------------------------- | --- |
| Tempelj Apolona Epikurija v Basi                                                             | Temple columns and some scaffolds                                                                         | Peloponez                             | 1986       | 392; i, ii, iii (kulturni)          | Tempelj, posvečen Apolonu Epikuriju, je bil zgrajen v 5. stoletju pr. n. št. v gorah Arkadije na Peloponezu. Unesco ga šteje za enega najbolje ohranjenih spomenikov klasične antike. Je najzgodnejši spomenik, na katerem so predstavljeni vsi trije klasični grški slogi: dorski, jonski in korintski. Ko je tempelj izgubil svojo primarno vlogo, je bil skoraj 1700 let pozabljen. Ponovno so ga odkrili v 18. stoletju, ko je pritegnil pozornost zgodovinarjev in umetnikov.                                                                              |
| Atenska akropola                                                                             | Look at the Acropolis hill from a distance, Parthenon visible                                             | Atika                                 | 1987       | 404; i, ii, iii, iv, vi (kulturni)  | Atenska akropola stoji na strmem hribu nad mestom. Prvotno je bila utrdba, ki se je postopoma razvila v versko svetišče, povezano s kultom boginje Atene. V 5. stoletju pr. n. št. so Atenci pod Periklejem po svoji zmagi v grško-perzijskih vojnah zgradili veliko spomenikov, med njimi Partenon, Erehtejon, Propileje in Tempelj Atene Nike. Spomeniki na akropoli so vidno navdihnili neoklasično arhitekturo. |
| Gora Atos                                                                                    | Monastery overlooking the sea                                                                             | Meniška republika Gora Atos           | 1988       | 454; i, ii, iv, v, vi, vii (mešani) | Gora Atos leži na ozkem polotoku, ki je od bizantinskih časov samostojna država. Polotok je od 10. stoletja duhovno središče Vzhodne pravoslavne cerkve. Na njem je okoli dvajset dejavnih samostanov. Sveta gora je trajno vplivala na razvoj verske arhitekture in monumentalnega slikarstva. |
| Meteora                                                                                      | Rock formations and a monastery building                                                                  | Tesalija                              | 1988       | 455; i, ii, iv, v, vii (mešani)     | Meteora je skalnata tvorba iz peščenjaka, v kateri je 24 pravoslavnih samostanov. Številni med njimi so bili med oživitvijo ideala puščavništva v 15. stoletju zgrajeni na skoraj nedostopnih vrhovih skalnih stebrov. Samostane krasijo freske iz 16. stoletja, ki predstavljajo ključno stopnjo v razvoju kretske šole pobizantinskega slikarstva. |
| Starokrščanski in bizantinski spomeniki v Solunu                                             | | Osrednja Makedonija                   | 1988       | 456; i, ii, iv (kulturni)           | Solun je bil eno od prvih središč, iz katerih se je širilo krščanstvo. V mestu je več cerkva, vključno s cerkvijo Hosios David in cerkvijo sv. Dimitrija (na sliki), zgrajenih od 4. do 15. stoletja. Solunsko mestno obzidje je iz zgodnjega bizantinskega obdobja. Galerijeva vrata in Rotundo je dal zgraditi rimski cesar Galerij v 4. stoletju. Rotunda je bila kasneje preurejena v cerkev. |
| Asklepijevo svetišče v Epidavru                                                              | Free standing columns                                                                                     | Peloponez                             | 1988       | 491; i, ii, iii, iv, vi (kulturni)  | Kult boga medicine Eskulapa se je razvil v mestni državi Epidaver najkasneje v 6. stoletju pr. n. št. Med glavne spomenike spadajo Asklepijev tempelj, tolos in gledališče, ki se šteje za najbolj prefinjeno starogrško gledališče. Svetišče je pomembno za zgodovino medicine in označuje prehod od verovanja v božansko zdravljenje k znanstveni medicini. |
| Srednjeveško mesto Rodos                                                                     | Inside the main courtyard of the Palace of the Grand-Master of the Knights of Rhodes                      | Južna Egeja                           | 1988       | 493; ii, iv, v (kulturni)           | Otok Rodos je bil od leta 1309 do 1523 v posesti Reda svetega Janeza Jeruzalemskega (Malteški viteški red), ki je mesto Rodos spremenil v trdnjavo in ga obdal 4 km dolgim obzidjem. Utrdbe na Rodosu so bile zgrajene na že obstoječih bizantinskih utrdbah. V gornjem mestu je več zgradb v gotskem slogu, med njimi palača velikega mojstra rodoških vitezov, Velika bolnišnica in Ulica vitezov. Ko so otok osvojili Osmani, so večino cerkva preuredili v mošeje. Rekonstrukcija zgradb se je začela z italijansko okupacijo otoka v začetku 20. stoletja. |
| Arheološko najdišče Mistra                                                                   | Ruins, photo from above                                                                                   | Peloponez                             | 1989       | 511; ii, iii, iv (kulturni)         | Mesto Mistra se je razvilo okoli trdnjave, ki jo je leta 1249 zgradil ahajski knez Viljem Villehardouinski na pobočjih gore Tajget. Trdnjava se je leta 1262 vdala Bizantincem. Mesto je v obdobju paleološke renesanse doživelo velik razcvet. Pozneje ga je osvojilo najprej Osmansko cesarstvo in nato Beneška republika. Po letu 1834 so prebivalci začeli odhajati iz Mistre v sodobnejšo Šparto in Mistra se je pretvorila v ruševine. |
| Arheološko najdišče Olimpija                                                                 | Free standing columns                                                                                     | Zahodna Grčija                        | 1989       | 517; i, ii, iii, iv, vi (kulturni)  | V 10. stoletju pr. n. št. je Olimpija postala središče čaščenja boga Zevsa. Bila je panhelensko svetišče in prizorišče starogrških olimpijskih iger, ki so se začele leta 776 pr. n. št. V Olimpiji so razen številnih templjev in svetišč tudi ostanki več šortnih objektov, med njimi tudi stadion. |
| Delos                                                                                        | Free standing columns                                                                                     | Južna Egeja                           | 1990       | 530; ii, iii, iv, vi (kulturni)     | Delos je mitološki rojstni kraj Apolona in Artemide. Sveti otok Delos je bil v arhaičnem in klasičnem grškem obdobju eno od najpomembnejših panhelenskih svetišč. Apolonovo svetišče na Delosu je privlačilo romarje iz cele Grčije in z otoka naredilo cetoče trgovsko pristanišče. Po letu 69 pr. n. št. je mesto začelo propadati. |
| Samostani v Dafni, Hosios Lukas in Nea Moni                                                  | Inner courtyard of Hosious Loukas                                                                         | Osrednja Grčija, Atika, Severna Egeja | 1990       | 537; i, iv (kulturni)               | Ti samostani, čeprav se nahajajo v različnih delih Grčije, so reprezentativni primeri srednjega obdobja bizantinske verske arhitekture in imajo enake estetske značilnosti. Vse tri cerkve imajo osmerokotni načrt; Nea Moni je enostaven osmerokotnik, medtem ko imata obe drugi cerkvi osrednji prostor, obdan z vrsto obokoc. Samostani so bili v 11. in 12. stoletju okrašeni z marmornimi kipi in mozaiki. Na sliki je samostan Hosios Lukas. |
| Pitagoreja in Herajon na Samosu                                                              | A free standing column and ruins around                                                                   | Severna Egeja                         | 1992       | 595; ii, iii (kulturni)             | Otok Samos ima pomemben strateški položaj v egejskih otokih ob Mali Aziji. Bil je pomembno navtično in trgovsko središče in dosegel svoj vrh v 6. stoletju pr. n. št. Na Samosu sta arheoločko najdišče Pitagoreja in Herin tempelj. Samos je povezan s pomembnimi staroveškimi filozofi in matematiki, vključno s Pitagoro, Epikurjem in Aristarhom. |
| Arheološko najdišče Vergina                                                                  | Facade of Philip 2 of Macedon tomb in Vergina, Greece. The door is made of marble and the order is doric. | Osrednja Makedonija                   | 1996       | 780; i, iii (kulturni)              | Staroveško mesto Ege, sedanja Vergina, je bilo prva prestolnica antičnega Makedonskega kraljestva. V mestu so odkrili monumentalno palačo, razkošno okrašeno z mozaiki In poslikanimi štukaturami, in pokopališče z več kot 300 tumuli. Nekateri so iz 11. stoletja pr. n. št. Enega od njih so prepoznali kot grob Filipa II. Makedonskega, očeta Aleksandra Velikega. |
| Arheološki najdišči Mikene in Tirint                                                         | The Lion Gate at Mycenae. Two lions on the portal.                                                        | Peloponez                             | 1999       | 941; i, ii, iii, iv, vi (kulturni)  | Mikene in Tirint sta bila najpomembnejši mesti mikenske Grčije, ki sta cveteli med 15. in 12. stoletjem pr. n. št. Mesti sta bili dvorni gospodarstvi z monumentalno arhitekturo, vključno z Levjimi vrati in Atrejevo zakladnico. Tablice, pisane v linearni pisavi B, so prvi dokazi grškega jezika. Obe mesti sta povezani s Homerjevima epoma Iliada in Odiseja, ki sta močno vplivala na evropsko književnost in umetnost. |
| Zgodovinsko središče Hore s samostanom Janeza Evangelista in Jamo apokalipse na otoku Patmos | Monastery in dark stone, white houses below                                                               | Južna Egeja                           | 1999       | 942; iii, iv, vi (kulturni)         | Samostan Janeza Evangelista na otoku Patmos je po krščanskem izročilu posvečen evangelistu Janezu, piscu Evangelija po Janezu in Apokalipsi. Utanovljen je bil v poznem 10. stoletju in bil od samega začetka romarski kraj in središče grškega prevoslavnega učenja. Staro naselje Hora, povezano s samostanom, vsebuje veliko pomembnih verskih in posvetnih zgradb. |
| Staro mesto Krf                                                                              | View of Corfu from above, a fort in the background                                                        | Jonski otoki                          | 2007       | 978; iv (kulturni)                  | Korenine starega mesta Krf na istoimenskem otoku segajo v 8. stoletje pr. n. št. Mesto ob vhodu v Jadransko morje je bilo pomembno zaradi varovanja pomorskih interesov Beneške republike pred Osmanskim cesarstvom. Beneški inženirji so v mestu zgradili tri utrdbe. Stare mestne zgradbe so večinoma iz beneškega obdobja in 19. stoletja, ko je bil otok britanski protektorat. |
| Arheološko najdišče Filipi                                                                   | Greek theatre, photo taken from the stands                                                                | Vzhodna Makedonija in Trakija         | 2016       | 1517; iii, iv (kulturni)            | Mesto Filipi je ustanovil Filip II. Makedonski leta 356 pr. n. št. Bilo je ena od postaj na rimski cesti Via Egnatia in prizorišče bitke pri Filipih leta 42 pr. n. št. Rimljani so ga preuredili v "mali Rim" in ob grških zgradili še svoje javne zgradbe, vključno s forumom. Po obisku apostola Pavla leta 49-50 n. št. je mesto postalo zgodnje središče grškega pravoslavja, kar dokazujejo ostanki krščanske bazilike in osmerokotne cerkve. |
| Minojska palačna središča                                                                    | Throne room, frescoes on the walls depicting mythical animals                                             | Kreta                                 | 2025       | 1733; ii, iii, iv, vi (kulturno)    | Dediščina zajema šest najpomembnejših razkošnih središč (Knosos, Fajstos, Malija, Kato Zakros, Zomintos in Kidonija) minojske civilizacije, ki je bila pomembna bronastodobna velesila. Minojci so imeli ogromen vpliv na kulture vzhodnega Sredozemlja in so prisotni v vrsti starodavnih mitov, vključno z miti o Dedalu in Ikarju in o labirintu. Na sliki je prestolna soba v Knososu. |

## Seznam predlogov
Poleg krajev, ki so že uvrščeni na seznam svetovne dediščine, lahko države članice predlagajo tudi nove kraje, ki po njihovem mnenju izpolnjujejo pogoje za vpis na seznam svetovne dediščine. Vpis na ta seznam je mogoč le, če je bil kraj prej na seznamu predlogov. Grčija ima leta 2021 na seznamu predlogov 14 krajev.
| Kraj | Slika                                               | Lokacija                      | Leto vpisa | Unescovi kriteriji               | Opis |
| --- | --------------------------------------------------- | ----------------------------- | ---------- | -------------------------------- | --- |
| Poznosrednjeveške bastionske trdnjave v Grčiji                                                                          | Castle wall overlooking a port                      | Devet krajev                  | 2014       | ii, iv, v (kulturni)             | Z izumom smodnika in s tem bolj uničujočih načinov vojskovanja se je arhitektura trdnjav povsem spremenila. Na seznamu predlogov je devet trdnjav z bastioni. Gradili so jih predvsem na območjih, ki so pogosto prehajala iz beneških vo osmanske in druge roke. Med njimi je tudi mesto Krf, ki je že vpisano med svetovno dediščino. Na sliki je trdnjava Metoni v Mesiniji na Peloponezu.       |
| Narodni park Dadija – Lefkimi – Suflion                                                                                 | Three vultures, blurry image because of camera zoom | Vzhodna Makedonija in Trakija | 2014       | x (naravni)                      | Na tem gozdnem področju Rodopov živi veliko ujed in tri od štirih evropskih vrst jastrebov: egiptovski jastreb, beloglavi jastreb in rjavi jastreb. Področje se nahaja tudi na pomembni poti ptic selivk, ki se selijo iz zahodne Palearktike. |
| Rudniki v Lavrionu | Remains of a washing table at the mines             | Atika                         | 2014       | ii, iv (kulturni)                | Rudarjenje na območju Lavriona se je začelo že v 4. tisočletju pr. n. št. in se nadaljevalo tudi v 20. stoletju. V klasičnem grškem obdobju so se s srebrom finanicirale gradnje v Atenah in gradnja vojnih ladij. Predlagani kraj zajema ostanke rudnikov in z njimi povezane industrije, najdišča v starodavni naselbini Torikus in Pozejdonov tempelj v Sunionu.                                 |
| Okameneli gozd na Lezbosu                                                                                               | Parts of three petrified tree trunks                | Severna Egeja                 | 2014       | vi, vii, viii, x (mešani)        | Na otoku Lezbosu je v zgodnjem miocenu (pred 18,5 milijoni let v obdobju burdigalian) rasel mešan subtropski gozd. Zaradi vulkanskih izbruhov na tem območju so se rastlinski ostanki ohranili kot fosili. Ostanke sta raziskovala že Aristotel in Teofrast in nato napisala vrsto pomembnih besedil o ekologiji, biologiji, geologiji in mineralogiji.                                             |
| Arheološko najdišče v starodavni Miseni                                                                                 | Park with ruins of a temple                         | Peloponez                     | 2014       | i, iii, vi (kulturni)            | Misena leži v rodovitni dolini blizu gore Itome na Peloponezu. Prvi templji in svetišča na tem območju so iz 9. in 8. stoletje pr. n. št., medtem ko je mesto Misena ustanovil tebanski general Epaminonda leta 369 pr. n. št. Najdišče je dobro ohranjeno, ker ga kasnejša naselja niso uničila ali prekrila.                                                                                      |
| Arheološko najdišče Nikopol                                                                                             | Roman brick and stone ruins                         | Epir                          | 2014       | ii, iv, vi (kulturni)            | Mesto Nikopol je ustanovil cesar Gaj Avgust Oktavijan po bitki pri Akciju leta 31 pr. n. št., ki je potekala v njegovi bližini. Nikopol je bil značilno rimsko kolonialno mesto na gršem ozemlju. Naseljen je bil do 13. stoletja. Bil je tudi eno od zgodnjih središč krščanstva. Ostanki spomenikov in javnih zgradb in deli 50 km dolgega akvadukta so dobro ohranjeni.                          |
| Širša okolica Olimpa | Mountain peak, forest in front                      | Tesalija, Osrednja Makedonija | 2014       | vi, viii, ix, x (mešani)         | Gora Olimp, domovanje dvanajstih olimpskih bogov, je z nadmorsko višino 2.918 m najvišji vrh Grčije. Na njegovih pobočjih je bilo zgrajenih veliko svetišč, vključno s Kapelo preroka Elije na enem od vrhov. Področje je pomembno predvsem zaradi gorske favne in flore, pa tudi zaradi njegovih geoloških značilnosti.                                                                            |
| Okolica Prespanskih jezer: Velika (Megali) in Mala (Mikri) Prespa, ob katerih so bizantinski in pobizantinski spomeniki | Lake with surrounding tree-covered hills            | Zahodna Makedonija            | 2014       | ii, iv, vii, ix, x (mešani)      | Območje okoli Prespanskih jezer je zaradi okoljske raznolikosti bogato s floro in favno, vključno z mokrišči, gozdovi listavcev in alpskimi travniki. V jezerih živi največja gnezdeča kolonija kodrastega pelikana, pa tudi številne endemične rastline in ribje vrste. Na tem območju so bile v bizantinskem in pobizantinskem času zgrajene številne cerkve. Na sliki je Malo Prespansko jezero. |
| Narodni park Soteska Samarija                                                                                           | Tourists walking through a gorge                    | Kreta                         | 2014       | vii, viii, ix, x (naravni)       | Soteska Samarija je kanjon v pogorju Lefka Ori na zahodu Krete. V narodnem parku so zelo različna naravna okolja, od gorskega na višinah nad 2.000 m do obalnega ob Sredozemskem morju. V parku je tudi nekaj globokih jam. Park je domovanje kretske koze (kri kri) in več endemičnih živalskih vrst, med njimi brkatega sera, kretske divje mačke in sredozemske medvedjice.                      |
| Trdnjava Spinalonga | Fortress wall facing the sea                        | Kreta                         | 2014       | i, ii, iv, vi (ulturni)          | Spinalonga je skalnat otoček ob severovzhodni obali Krete. V beneškem obdobju je bila na njem zgrajena trdnjava za zaščito naravnega pristanišča Elunda. Otoček so v 18. stoletju zasedli Osmani. V prvi polovici 20. stoletja je služil kot kolonija gobavcev. |
| Starodavni stolpi na Egejskem morju                                                                                     | White circular tower made of marble                 | Severna Egeja                 | 2014       | iii, iv (kulturni)               | Nominacija vključuje deset stolpov, zgrajenih na egejskih otokih in celini, večinoma v 4. in 3. stoletju pr. n. št. Stolpi so bili zgrajeni na neurbanih območjih in so služili obrambi, včasih tudi kot del širših utrdbenih sistemov, pa tudi kot stražarski stolpi in svetilniki. Na sliki je Beli stolp v Serifosu.                                                                             |
| Zagori – Narodni park severni Pindus                                                                                    | Mountains and forests                               | Epir                          | 2014       | iii, v, ix, x (mešani)           | Pindsko gorstvo je dom veliko živalskih in rastlinskih vrst, vključno z rjavim medvedom, evrazijsko vidro, črnopikčasto kuščarico in pindskim smrkežem v reki Aoös. Prebivalci the odmaknjenih krajev so Karakačani, aromanski Vlahi in druge etnične skupine. Njihova naselja imajo začilno tradicionalno arhitekturo.                                                                             |
| Staroveška grška gledališča                                                                                             | Greek theatre in Delos, ruins                       | 15 krajev                     | 2014       | i, ii, iii, iv, v, vi (kulturni) | Nominacija obsega 15 grških gledališč v različnih grških regijah. Gledališča so bila v klasičnem grškem obdobju nepogrešljiv element urbanih središč. Popolno arhitekturno obliko so dosegla v 4. stoletju pr. n. št. Nekatera nominirana gledališča so del obstoječih krajev svetovne dediščine. Takšna so na primer gledališče v Epidavru, Delfih in na Delosu (na sliki).                        |